# プログレスM-MIM2
プログレスM-MIM2（ロシア語: Прогресс М-МИМ2、別名プログレスM-MRM2、元々の設計ではプログレスM-SO2）はプログレスMの改造型で、2009年に国際宇宙ステーションにポイスクモジュールを輸送するために使用された。プログレスM 11F615A55を元にし、ポイスクのため与圧室が取り除かれている。シリアル番号は302。ISSにモジュールを輸送したプログレスはM-MIM2以外にも2001年にピアースを輸送したプログレスM-SO1と、2021年にプリチャルを輸送したプログレスM-UMがある。

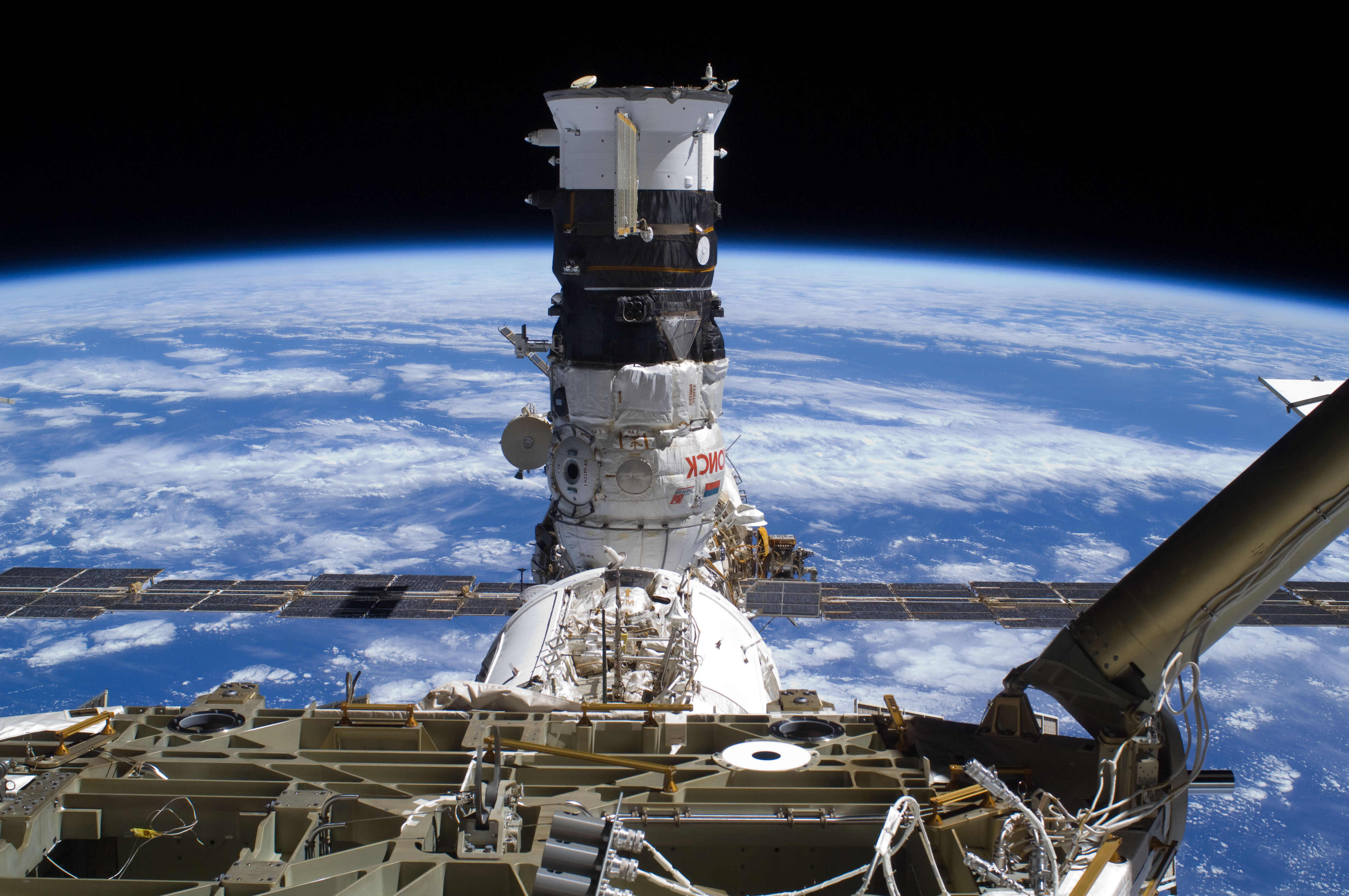
ISSにドッキングしているプログレスM-MIM2とポイスク

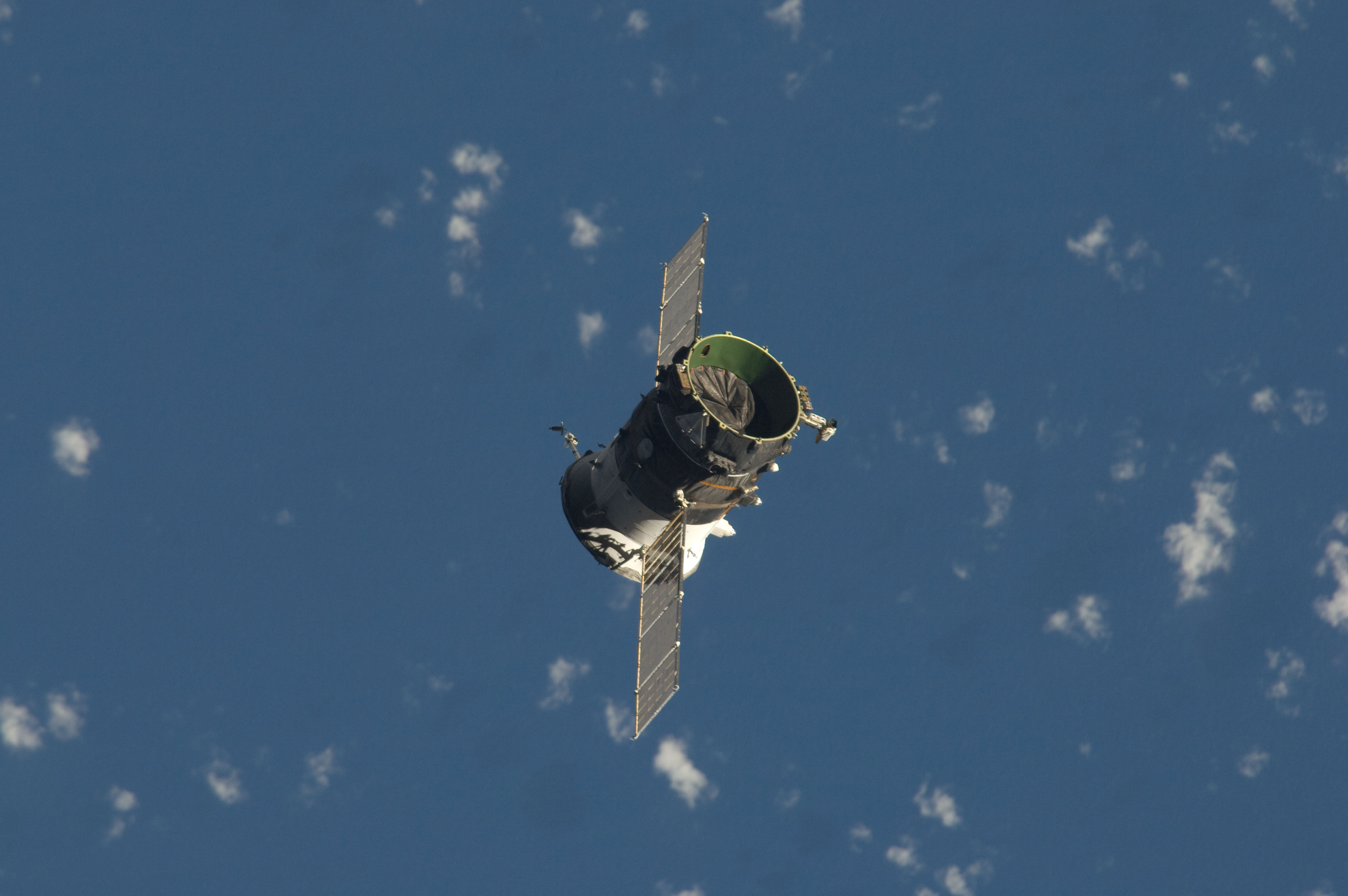
プログレスM-MIM2の離脱

2009年11月10日14時22分（GMT)、バイコヌール宇宙基地のガガーリン発射台からプログレスM-MIM2とポイスクを搭載したソユーズ-Uロケットが打ち上げられた。打上げ時のM-MIM2の総重量はポイスクモジュールの3670 kgを含む7102 kgだった。
11月12日15時41分（GMT)にズヴェズダモジュールの天頂側のドッキングポートにドッキングした。（NASAの報告では15時44分にドッキングが完了。）12月8日0時16分（GMT)にM-MIM2はポイスクからアンドッキングし、4時48分30秒からエンジンを10分38秒間噴射して軌道の離脱を開始。5時27分に太平洋上空で大気圏再突入を果たし、5時32分までには破壊された。